# Fagaraseide

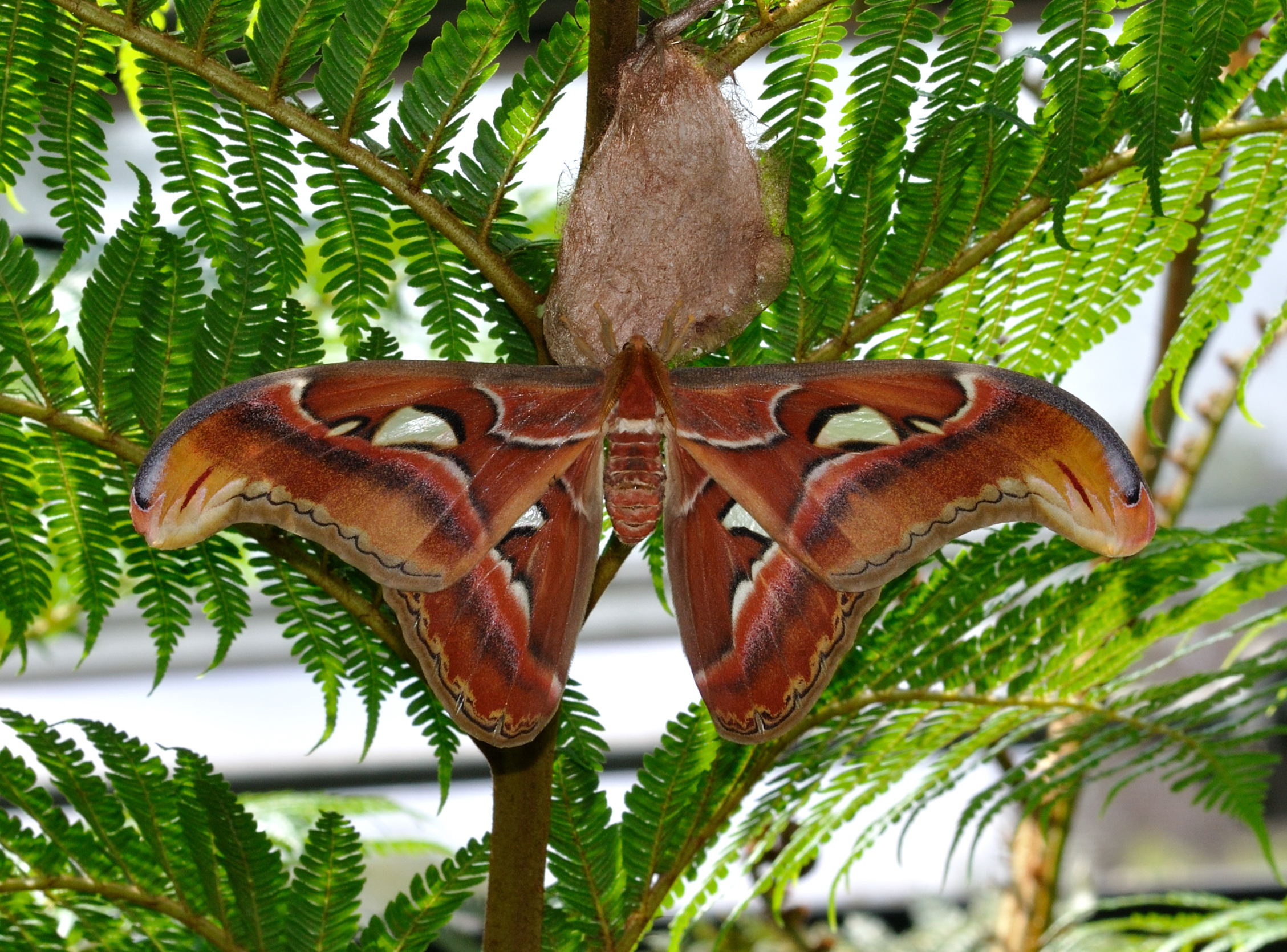
Atlasspinner mit Kokon

Fagaraseide ist die Naturseide aus den Kokons des in ganz Ostasien vorkommenden Atlasspinners (Attacus atlas), der zur Familie der Pfauenspinner gehört. Der Kokon ist etwa 8 × 3 cm groß und besteht (anders als der des Maulbeerspinners) nicht aus einem langen, sondern vielen kurzen Fäden. Die Seide wird vor allem in der Schappespinnerei verarbeitet.
Der Begriff stammt von einer Baumart Fagara (Zanthoxylum), deren arabischer Name faghira فَاغِرَة lautet.

## Herkunft
Der Atlasseidenspinner, ein Falter aus der Familie der Pfauenspinner und die größte Schmetterlingsart der Welt, kommt nur in Südostasien, dem Süden Chinas und Indiens vor. Hier lebt er in subtropischen und tropischen Wäldern. Da es sich bei der Fagaraseide um Naturseide handelt, werden die Falter nicht gezüchtet, sondern ihre Kokons in der freien Natur gesammelt. Seidenproduzierende Länder sind daher auch nur die Staaten, in denen der Atlasseidenspinner wild vorkommt. 

## Gewinnung
Da der Kokon des Atlasspinners aus kurzen Fasern besteht, kann die Fagaraseide nicht im Haspelverfahren gewonnen werden, bei dem ein langer Faden in einem Zug vom Kokon abgewickelt wird. Stattdessen kommt das Schappeverfahren zum Einsatz: Nachdem das Grundmaterial gereinigt wurde, werden die Fasern ausgekämmt und zu parallel liegenden Fasersträngen zusammengefasst. 

## Wirtschaftliche Bedeutung
Die Kokons des Atlasseidenspinners sind bräunlich gefärbt. Die darauf gewonnene Fagaraseide behält diese Farbe bei, im Unterschied zur Seide des Maulbeerspinners, die eine rein weiße Färbung aufweist. Außerdem ist Fagaraseide etwas dicker als die Naturseide anderer Seidenspinnerarten. Durch die natürliche bräunliche Färbung lässt sich das Gewebe schlechter einfärben als andere Seidenarten. Die wirtschaftliche Bedeutung der Fagaraseide ist daher eher gering. Zudem ist Gewinnung recht aufwendig und liefert vergleichsweise wenig Ausbeute.